# Alice Lee (Schauspielerin)
Alice Lee (* 12. April 1989 in Glenview, Illinois) ist eine US-amerikanische Schauspielerin und Sängerin koreanischer Herkunft.

## Leben und Karriere
Alice Lee stammt aus Chicago und besuchte die Glenbrook South High School in ihrer Geburtsstadt. Nach dem Abschluss nahm sie ein Studium der Musikwissenschaften an der New York University auf, das sie mit dem Master abschloss. Im Nebenfach erwarb sie zudem einen Abschluss in Religionswissenschaften. Erste Schauspielerfahrung sammelte sie auf der Theaterbühne. In einem ihrer ersten Engagements war sie Teil des Ensembles des Musicals Frühlings Erwachen, das 2006 am Broadway seine Premiere feierte. Ihre weiteren Bühnenengagements umfassen unter anderem Rollen in den Musicals Spider-Man: Turn Off the Dark, Bare: The Musical und Heathers: The Musical.
Erstmals 2009 war Lee mit einem Auftritt in der Seifenoper Jung und Leidenschaftlich – Wie das Leben so spielt vor der Kamera zu sehen. Danach dauerte es zunächst einige Jahre, bevor sie für Gastrollen in den Serien It Could Be Worse, Smash, Hey Girl, Sex & Drugs & Rock & Roll, Grandfathered und The Mindy Project gebucht wurde. 2013 war sie als eine der titelgebenden Rollen im Independentfilm Jack, Jules, Esther and Me zu sehen. Seitdem folgten Gastrollen in Son of Zorn, 2 Broke Girls, Electric Dreams, Splitting Up Together und Day by Day. Von 2015 bis 2016 spielte sie als Keiko Flynn eine kleine Nebenrolle in Faking It, bis 2017 als Skye in Switched at Birth. 2017 spielte sie als Gina eine Nebenrolle im Horrorfilm Wish Upon. 2018 übernahm sie Nebenrollen in den Serien Sideswiped und Take Two. Zudem war sie Mackenzie in der Komödie Sierra Burgess Is a Loser zu sehen. 2019 trat Lee als Gretchen im Filmdrama Brittany Runs a Marathon auf. Seit 2020 ist sie als Emily in einer Nebenrolle Musical-Comedy-Dramaserie Zoey’s Extraordinary Playlist zu sehen.
Lee betreibt auf der Plattform YouTube einen Kanal unter dem Namen Alice, auf dem sie Cover von populären Popsongs veröffentlicht.

## Filmografie (Auswahl)
- 2009: Jung und Leidenschaftlich – Wie das Leben so spielt (As the World Turns, Fernsehserie, eine Episode)
- 2013: It Could Be Worse (Fernsehserie, Episode 1x09)
- 2013: Smash (Fernsehserie, Episode 2x16)
- 2013: Jack, Jules, Esther & Me
- 2013: Hey Girl (Fernsehserie, 2 Episoden)
- 2015: Sex & Drugs & Rock & Roll (Fernsehserie, Episode 1x04)
- 2015–2016: Faking It (Fernsehserie, 5 Episoden)
- 2015–2017: Switched at Birth (Fernsehserie, 7 Episoden)
- 2016: Grandfathered (Fernsehserie, Episode 1x14)
- 2016: The Mindy Project (Fernsehserie, Episode 4x14)
- 2016: Son of Zorn (Fernsehserie, Episode 1x02)
- 2016: K.C. Undercover (Fernsehserie, 3 Episoden)
- 2017: 2 Broke Girls (Fernsehserie, Episode 6x15)
- 2017: Gap Year (Miniserie, 8 Episoden)
- 2017: Wish Upon
- 2017: Indoor Boys (Fernsehserie, 2 Episoden)
- 2018: Electric Dreams (Fernsehserie, Episode 1x09)
- 2018: Splitting Up Together (Fernsehserie, Episode 1x04)
- 2018: Sideswiped (Fernsehserie, 6 Episoden)
- 2018: Sierra Burgess Is a Loser
- 2018: Take Two (Fernsehserie, 11 Episoden)
- 2019: Brittany Runs a Marathon
- 2019: ctrl alt delete (Fernsehserie, 9 Episoden)
- 2020: Day by Day (Fernsehserie, Episode 1x04)
- 2020: The Real Bros of Simi Valley (Fernsehserie, 8 Episoden)
- 2020–2021: Zoey’s Extraordinary Playlist (Fernsehserie, 18 Episoden)
- 2021: Come Find Me
- 2021: Like, Earth (Fernsehfilm)
- 2021: Zoey’s Extraordinary Christmas
- 2022: Broken Soldier
- 2023: Samson
- 2024: All That We Love
- 2024: The Union
- 2025: Suits LA (Fernsehserie)